# Єна Олександра Володимирівна
Олександра Володимирівна Єна (нар. 17 червня 1970, Київ) — українська театральна актриса, народна артистка України (2020).

## Життєпис
1992 — закінчила Київський національний університет театру, кіно і телебачення імені Івана Карпенка-Карого.
Від 16 березня 1992 року — актриса Національного академічного театру російської драми імені Лесі Українки, Київ (нині Національний академічний драматичний театр імені Лесі Українки).
2011 року їй було присвоєно звання заслуженої артистки України.
2020 року удостоєна звання народної артистки України.

## Ролі
- Місіс Ширз («Загадкове нічне вбивство собаки» Саймона Стівенса за романом Марка Геддона, постановка Кирила Кашлікова)
- Черрі-Мей Вотертон («Оголена зі скрипкою» Ноела Коварда, постановка Михайла Резніковича)
- Пані Рено («Пасажир без багажу» Жана Ануя, постановка М. Резніковича)
- Виконавець зонгів («Всюди один… Свічка на вітрі», сценічна композиція та постановка М. Резніковича)
- Донна Соль («У полоні пристрастей (Камінний господар)» Лесі Українки, постановка М. Резніковича)

## Інші вистави
- 2012 — «Цинічна комедія»
- 2011 — «Ледь мерехтить примарна сцена … (Ювілей. Ювілей? Ювілей!)»
- 2003 — «Сон у літню ніч»
- 2002 — «Лулу. Історія куртизанки»
- 2002 — «Що трапилося… з байдужим красенем»
- 2001 — «І все це було… і все це буде…»
- 2001 — «Неймовірний бал»
- 2000 — «Царські розборки, або Міф про Електру»
- 2000 — «Маскарадні забави»
- 1998 — «Блоха у вусі»
- 1998 — «Кішка на розпеченому даху»
- 1997 — «Пригоди на чарівному острові»
- 1997 — «Королівські ігри»
- 1996 — «Двері грюкають»
- 1995 — «Ревнощі»
- 1995 — «Останній палко закоханий»
- 1995 — «Маленька дівчинка»
- 1994 — «Історія однієї пристрасті»
- 1993 — «Іван-царевич»
- 1993 — «Генерали в спідницях»
- 1993 — «Молоді роки короля Людовика XIV»
- 1991 — «Без вини винні»
- 1991 — «Кандид»